# 522 (szám)
Az 522 (római számmal: DXXII) egy természetes szám.

## A szám a matematikában
A tízes számrendszerbeli 522-es a kettes számrendszerben 1000001010, a nyolcas számrendszerben 1012, a tizenhatos számrendszerben 20A alakban írható fel.
Az 522 páros szám, összetett szám, kanonikus alakban a 21 · 32 · 291 szorzattal, normálalakban az 5,22 · 102 szorzattal írható fel. Tizenkettő osztója van a természetes számok halmazán, ezek növekvő sorrendben: 1, 2, 3, 6, 9, 18, 29, 58, 87, 174, 261 és 522.
Az 522 négyzete 272 484, köbe 142 236 648, négyzetgyöke 22,84732, köbgyöke 8,05175, reciproka 0,0019157. Az 522 egység sugarú kör kerülete 3279,82273 egység, területe 856 033,73262 területegység; az 522 egység sugarú gömb térfogata 595 799 477,9 térfogategység.